# Ганими, Рашид
Рашид Ганими (араб. المهدي مبارك‎; род. 25 апреля 2001, Хурибга) — марокканский футболист, вратарь клуба ФЮС. Участник Олимпийских игр 2024 в Париже.

## Клубная карьера
Ганими — воспитанник клуба «Рапид Уэд-Зем». В 2021 году он был включён в заявку команды на сезон. В 2023 году Ганими перешёл в ФЮС. 13 февраля 2024 года в матче против «Олимпик Сафи» он дебютировал в Ботола лиге.

## Международная карьера
В 2024 году Ганими был включён в заявку олимпийской сборной Марокко на участие в Олимпийских играх в Париже. На турнире он был запасным и на поле не вышел.